# Cynanchum
Cynanchum är ett släkte av oleanderväxter. Cynanchum ingår i familjen oleanderväxter.

## Dottertaxa tillCynanchum, i alfabetisk ordning[1]
- Cynanchum absconditum
- Cynanchum abyssinicum
- Cynanchum aculeatum
- Cynanchum acutum
- Cynanchum adalinae
- Cynanchum aemulans
- Cynanchum africanum
- Cynanchum albiflorum
- Cynanchum altiscandens
- Cynanchum ambovombense
- Cynanchum ampanihense
- Cynanchum analamazaotrense
- Cynanchum anderssonii
- Cynanchum andringitrense
- Cynanchum angavokeliense
- Cynanchum ansamalense
- Cynanchum anthonyanum
- Cynanchum antsiranense
- Cynanchum appendiculatopsis
- Cynanchum appendiculatum
- Cynanchum arenarium
- Cynanchum auriculatum
- Cynanchum baronii
- Cynanchum batangense
- Cynanchum beatricis
- Cynanchum belloi
- Cynanchum bernardii
- Cynanchum bicampanulatum
- Cynanchum bisinuatum
- Cynanchum blandum
- Cynanchum blyttioides
- Cynanchum bosseri
- Cynanchum boudieri
- Cynanchum brasiliense
- Cynanchum brevicoronatum
- Cynanchum bricenoi
- Cynanchum bungei
- Cynanchum carautanum
- Cynanchum caudiculatum
- Cynanchum caudigerum
- Cynanchum celebicum
- Cynanchum chanchanense
- Cynanchum chouxii
- Cynanchum comorense
- Cynanchum compactum
- Cynanchum crassiantherae
- Cynanchum crassipedicellatum
- Cynanchum cristalinense
- Cynanchum cuatrecasasii
- Cynanchum cubense
- Cynanchum cucullatum
- Cynanchum cyathiforme
- Cynanchum danguyanum
- Cynanchum decaryi
- Cynanchum decipiens
- Cynanchum decorsei
- Cynanchum descoingsii
- Cynanchum diazmirandae
- Cynanchum dombeyanum
- Cynanchum duclouxii
- Cynanchum elachistemmoides
- Cynanchum erikseniae
- Cynanchum erythranthum
- Cynanchum eurychitoides
- Cynanchum eurychiton
- Cynanchum falcatum
- Cynanchum fasciculiflorum
- Cynanchum fernandezii
- Cynanchum fimbricoronum
- Cynanchum floriferum
- Cynanchum folotsioides
- Cynanchum gentryi
- Cynanchum gerrardii
- Cynanchum gilbertii
- Cynanchum giraldii
- Cynanchum glomeratum
- Cynanchum goertsianum
- Cynanchum graminiforme
- Cynanchum grandidieri
- Cynanchum grisebachii
- Cynanchum guehoi
- Cynanchum hardyi
- Cynanchum hastifolium
- Cynanchum haughtii
- Cynanchum heteromorphum
- Cynanchum hickenii
- Cynanchum hoedimeerium
- Cynanchum humbert-capuronii
- Cynanchum implicatum
- Cynanchum insigne
- Cynanchum itremense
- Cynanchum jaliscanum
- Cynanchum jaramilloi
- Cynanchum javanicum
- Cynanchum juliani-marnieri
- Cynanchum jumellei
- Cynanchum junciforme
- Cynanchum kaschgaricum
- Cynanchum kingdonwardii
- Cynanchum kintungense
- Cynanchum kwangsiense
- Cynanchum laeve
- Cynanchum lanhsuense
- Cynanchum lecomtei
- Cynanchum leptostephanum
- Cynanchum leucanthum
- Cynanchum leucophellum
- Cynanchum ligulatum
- Cynanchum lineare
- Cynanchum loheri
- Cynanchum longipedunculatum
- Cynanchum longipes
- Cynanchum longirostrum
- Cynanchum lopezpalaciosii
- Cynanchum luteifluens
- Cynanchum lysimachioides
- Cynanchum maasii
- Cynanchum maccartii
- Cynanchum macranthum
- Cynanchum macrolobum
- Cynanchum madagascariense
- Cynanchum magdalenicum
- Cynanchum mahafalense
- Cynanchum mariense
- Cynanchum mariquitense
- Cynanchum marnieranum
- Cynanchum masoalense
- Cynanchum megalanthum
- Cynanchum membranaceum
- Cynanchum menarandrense
- Cynanchum messeri
- Cynanchum mevei
- Cynanchum mexicoense
- Cynanchum meyeri
- Cynanchum microstemma
- Cynanchum minahassae
- Cynanchum montevidense
- Cynanchum mooreanum
- Cynanchum moramangense
- Cynanchum moratii
- Cynanchum mossambicense
- Cynanchum mulegense
- Cynanchum napiferum
- Cynanchum natalitium
- Cynanchum nematostemma
- Cynanchum nielsenii
- Cynanchum northropiae
- Cynanchum obtusifolium
- Cynanchum officinale
- Cynanchum orangeanum
- Cynanchum oresbium
- Cynanchum ovalifolium
- Cynanchum pachycladon
- Cynanchum papillatum
- Cynanchum paramorum
- Cynanchum pedunculatum
- Cynanchum peraffine
- Cynanchum perrieri
- Cynanchum petignatii
- Cynanchum phillipsonianum
- Cynanchum physocarpum
- Cynanchum pietrangelii
- Cynanchum polyanthum
- Cynanchum praecox
- Cynanchum prevostii
- Cynanchum proctorianum
- Cynanchum purpureiflorum
- Cynanchum pusillum
- Cynanchum pycnoneuroides
- Cynanchum racemosum
- Cynanchum radiatum
- Cynanchum rauhianum
- Cynanchum repandum
- Cynanchum resiliens
- Cynanchum riometense
- Cynanchum rioparanense
- Cynanchum robertsoniae
- Cynanchum rossii
- Cynanchum rotiforme
- Cynanchum roulinioides
- Cynanchum roylei
- Cynanchum rubricoronae
- Cynanchum rungweense
- Cynanchum schistoglossum
- Cynanchum scopulosum
- Cynanchum seimundii
- Cynanchum sessei
- Cynanchum sessiliflorum
- Cynanchum sigridiae
- Cynanchum sinoracemosum
- Cynanchum staubii
- Cynanchum stenospira
- Cynanchum stoloniferum
- Cynanchum subcoriaceum
- Cynanchum subtile
- Cynanchum suluense
- Cynanchum sumbawanum
- Cynanchum surrubriflorum
- Cynanchum szechuanense
- Cynanchum tamaense
- Cynanchum thesioides
- Cynanchum toliari
- Cynanchum trilobatum
- Cynanchum trinitense
- Cynanchum trollii
- Cynanchum tsaratananense
- Cynanchum tuberculatum
- Cynanchum umtalense
- Cynanchum unguiculatum
- Cynanchum vanlessenii
- Cynanchum warburgii
- Cynanchum verrucosum
- Cynanchum viminale
- Cynanchum violator
- Cynanchum virens
- Cynanchum wrightianum
- Cynanchum yunnanense
- Cynanchum zeyheri